# 原田まりる
原田 まりる（はらだ まりる、1985年2月12日 - ）は、日本の作家、コラムニスト、哲学ナビゲーター、元アイドルである。本名および旧芸名は、原田 まり。京都府京都市出身。夫は声優の白井悠介。

## 略歴
大谷高校卒業後、大学に通いながら芸能活動を開始。所属事務所はK-pointの後、2008年よりケイダッシュステージに移籍し、芸名を原田まりからポケモンのマリルにちなみ原田まりるに変更
吉岡美穂や菜々緒を輩出したレースクイーンオブザイヤーの2005年度グランプリを受賞。2009年には初代ミスチョロQに就任。
2008年11月にアイドルユニット・中野風女シスターズに加入、及び2009年2月には「流原蓮次」として風男塾に加入し、それぞれでCDデビュー。2013年7月、甲状腺疾患による体調不良で風男塾の全国ツアーを離脱。9月の新曲イベントを以て風男塾を卒業。
2014年1月にケイダッシュステージを退所。
2014年10月に『私の体を鞭打つ言葉』を出版し、作家、コラムニスト、哲学ナビゲーターとして活動開始。哲学との出会いは「哲学の道の傍らで生まれ育った」ことからだという。芸能活動時から執筆活動が多く、文芸も書きたいと思っていたことから次作の着想となった。
2016年9月に2作目『ニーチェが京都にやってきて17歳の私に哲学のこと教えてくれた。』を出版、同作が2017年11月に第五回みんなで選ぶ京都本大賞を受賞する。
2018年5月に第3回カクヨムWeb小説コンテストのキャラクター文芸部門で『アラフォー社畜の美少女生活』が大賞を受賞し、同年12月に『アラフォーリーマンのシンデレラ転生』のタイトルで出版される。
2020年2月17日に自身の著作である『ぴぷる』がドラマ化することを発表。5月、『ぴぷる〜AIと結婚生活はじめました〜』（WOWOWプライム）が放送。
2020年9月17日以降の一連のツイートで、既婚であり不妊治療を続けていることを明らかにした。2021年2月15日、子宮外妊娠の手術を経て自然妊娠で第一子を妊娠したことを発表、同年に男児を出産している。後に、一部週刊誌にて夫が声優の白井悠介であることが報じられたことを受けて、自身のTwitterでこれらの事実を公表することとなった。

## 人物
- 好きなアーティストは尾崎豊[10]。
- 京都女子大学中退[5]。芸能界転身は大学時代の教授に本を出すには「変わった経歴があると出しやすい」とアドバイスをもらったため[11]（当初はレースクイーン）。著述業に絞って以降は肩書として「元アイドル」等芸能活動面は外している[11]。

## ユニット
- 中野風女シスターズ
- 風男塾
  - 流原 蓮次（るはら れんじ）

## 作品

### 書籍
- 私の体を鞭打つ言葉  (2014年10月22日、サンマーク出版)
- ニーチェが京都にやってきて17歳の私に哲学のこと教えてくれた。（2016年9月29日、ダイヤモンド社）[12]
- まいにち哲学（2017年11月27日、ポプラ社）[13]
- アラフォーリーマンのシンデレラ転生（2018年12月5日、KADOKAWA）
- ぴぷる（2019年2月28日、KADOKAWA）

### 漫画原作
- ニーチェが京都にやってきて17歳の私に哲学のこと教えてくれた。（作画：荒木宰[14]、キャラクター原案：杉基イクラ、モバMAN連載、小学館ビッグコミックス、全3巻）
- We Tuber おっさんと男子高校生で動画の頂点狙ってみた（作画：稲井雄人、共同原作：飲茶、監修：ラファエル、やわらかスピリッツ連載、全3巻）
- アラフォーリーマンのシンデレラ転生（作画：荒木宰[15]、原作キャラクター原案：森倉円、LINEマンガ連載、LINE Digital Frontier LINEコミックス、全4巻）

### プロデュース
- 哲学手帳2018（2017年9月、扶桑社）

### イメージビデオ
- Start for you!（2005年4月、ポニーキャニオン）
- WINNING LAP（2005年6月、ポニーキャニオン）
- Venus Trap（2005年9月、ラインコミュニケーションズ）
- beloved（2006年3月、フォーサイド・ドット・コム）

## 主な出演
中野風女シスターズ及び風男塾としての出演・作品は「中野風女シスターズ」の項を参照のこと。

### テレビ番組
- スーパーオプション  (2003年10月 – 12月、テレビ大阪)
- 走改車楽〜SHARAKU (2004年1月 – 2005年9月、テレビ大阪)
- おでかけ!  (2005年4月4日 – 6月、毎日放送)
- 挑戦!メディア対抗ロードスター4時間耐久レース (2005年10月2日、テレビ東京)  – レーサーとして出演
- まりる様がみてる (2006年4月 – 7月、スカパー!エンタ!371)
- アドレな!ガレッジ（2009年8月25日 – 2009年9月22日テレビ朝日） – アシスタントMC
- 復活!スーパーマリオクラブ（2010年12月25日、テレビ東京） – アシスタント
- ヴァンガ道（2011年12月4日 - 2012年1月29日、テレビ東京）
- 人間ってナンだ?超AI入門（2019年4月-、NHK Eテレ）

### ラジオ
- まりのいちおし見っけ! レギュラー (2005年7月 – 2006年3月、FM滋賀)

### ウェブラジオ
- おしゃべりやってまーす (2006年4月 – 10月 、K'z Station) – 第7期 レギュラー
- わう*アニ HOTレビュー  (2006年5月2日 – 10月 、AZステーション) – 初代パーソナリティー